# Günter de Bruyn
Günter de Bruyn /'gʏntɐ də 'bʀœʏn/ (Berlino, 1º novembre 1926 – Bad Saarow, 4 ottobre 2020) è stato uno scrittore tedesco.

## Biografia
Nacque a Berlino al tempo del Nazismo e, quando aveva ancora sedici anni, venne arruolato nella Luftwaffenhelfer per combattere nella Seconda guerra mondiale; fu catturato dall'esercito statunitense, poi rilasciato. Finita la Guerra, lavorò in una fattoria dell'Assia, Germania Occidentale, poi tornò a Berlino, divisa in due parti dalle potenze vincitrici (Stati Uniti e Unione Sovietica), e infine si stabilì a Potsdam, nella Repubblica Democratica Tedesca, dove lavorò come insegnante. Si trasferì poi nel Brandeburgo, in una cittadina vicino Rathenow, dove insegnò sino al 1949.
Diventò poi bibliotecario e, tornato a Berlino, nella parte orientale, trovò lavoro presso lo Zentralinstitut für Bibliothekswesen (Istituto Centrale per la Conoscenza Letteraria), dove operò dal 1953 al 1961, per poi diventare scrittore di professione. Raggiunto il successo, diventò Presidente del PEN Club della Repubblica Democratica Tedesca dal 1974 al 1982.
Nel 1964 gli venne conferito il Premio Heinrich Mann. Nell'ottobre 1989 vinse il Nationalpreis der Deutschen Demokratischen Republik (Premio Letterario Nazionale della Germania Orientale), che rifiutò: fu questa l'ultima edizione del prestigioso premio. Nel 2008 vinse il Premio Hoffmann.
Nel 1991 gli fu conferita una laurea honoris causa dall'Università Albertina di Friburgo, nel 1999 una seconda dalla Humboldt-Universität zu Berlin e nel 1994 l'Ordine al Merito di Germania, la più alta onorificenza tedesca.
Negli ultimi tempi visse alternandosi tra Tauche, nel Brandeburgo, e Berlino.